# Le sette sfide
Le sette sfide è un film del 1961, diretto da Primo Zeglio.

## Trama
I capi di due popoli nemici devono superare sette sfide: solo uno otterrà la supremazia.